# Poste des Cadodaquious
Le Poste des Cadodaquious est un fortin militaire français situé à Texarkana dans l'État du Texas aux États-Unis.
Ce petit fort fut construit par Jean-Baptiste Bénard de la Harpe en 1719 comme poste avancé dans la défense des limites occidentales de la Louisiane française. 
C'est Louis Juchereau de Saint-Denis, fondateur du fort de Natchitoches qui ordonna l'envoi de soldats dans ce nouveau fort.
Ce poste doit son nom à la tribu des Amérindiens Cadodaquious, une des tribus des Confédérations de la Nation Caddo, qui vivait sur ce territoire.
Ce poste fut le départ de plusieurs expéditions exploratoires françaises dans l'Ouest américain.
Le Poste des Cadodaquious fut abandonné lors de la vente de la Louisiane par Napoléon Ier aux États-Unis après 1803.